# Bistum Saint-Claude
Das Bistum Saint-Claude (lateinisch Dioecesis Sancti Claudii, französisch Diocèse de Saint-Claude) ist eine in Frankreich gelegene römisch-katholische Diözese. Die Hauptkirche des Bistums, die Kathedrale Saint-Pierre, Saint-Paul et Saint-André, befindet sich in Saint-Claude, der Sitz des Bistums allerdings im knapp 60 km entfernten Lons-le-Saunier (seit 2017 in Poligny). Die Ausdehnung des Bistums entspricht dem Département Jura.

## Geschichte
Das Bistum wurde im Jahre 1742 durch Papst Benedikt XIV. errichtet und dem Erzbistum Lyon als Suffraganbistum unterstellt. Am 29. November 1801 wurde das Bistum Saint-Claude aufgelöst und das Gebiet wurde dem Erzbistum Besançon angegliedert. Das Bistum Saint-Claude wurde am 6. Oktober 1822 durch Papst Pius VII. mit der Apostolischen Konstitution Paternae charitatis erneut errichtet und wieder dem Erzbistum Lyon als Suffraganbistum unterstellt. Seit 2002 gehört es zur Kirchenprovinz Besançon.